# Ceromya flava
Ceromya flava är en tvåvingeart som beskrevs av O'hara 1994. Ceromya flava ingår i släktet Ceromya och familjen parasitflugor. Inga underarter finns listade i Catalogue of Life.